# 헤나 (프로게이머)
헤나(본명: 박증환, 1999년 10월 8일 ~ )은 대한민국의 리그 오브 레전드 프로게이머로 아이디는 Hena이다. 포지션은 AD 캐리이다. 현재 BNK FearX에서 활동하고 있다.

## 선수 생활
2019년 6월, 스피어 게이밍에 입단하면서 프로 커리어를 시작했다.
2020시즌을 앞두고 하이프레시 브리온에 입단했다. 하이프레시 브리온의 주전 원딜러로 활동했다.
2021시즌을 앞두고 소속팀인 브리온이 LCK 프랜차이즈에 선정되면서 LCK 무대를 밟게 되었다. 2021시즌 프레딧 브리온의 주전 원딜러로 낙점받았다.
2024시즌을 앞두고 리브 샌드박스에 입단했다.

## 소속팀
| # | 팀명              | 소속 기간               | 소속 리그 | 비고 |
| - | ----------------- | ----------------------- | --------- | ---- |
| 1 | 스피어 게이밍     | 2019.06.05 ~ 2019.12.10 | CK        |      |
| 2 | 하이프레시 브리온 | 2019.12.19 ~ 2023.11.21 | CK LCK    |      |
| 3 | 리브 샌드박스     | 2023.11.23 ~            | LCK       |      |